# Delbrücker SC
Der Delbrücker SC (offiziell: Delbrücker Sport-Club e. V.) ist ein Fußballverein aus Delbrück im Kreis Paderborn. Der Verein wurde im Jahre 1950 gegründet und hat etwa 970 Mitglieder. Die Vereinsfarben sind Schwarz und Weiß. Heimspielstätte ist das Stadion Laumeskamp an der Boker Straße.
Die erste Herrenmannschaft des Vereins spielte von 2005 bis 2008 sowie in der Saison 2022/23 in der Oberliga Westfalen sowie in der Saison 2008/09 in der fünftklassigen NRW-Liga. Einmal nahm der Delbrücker SC am DFB-Pokal teil.

## Geschichte

### Die Vorgängervereine
Schon vor der Gründung des Delbrücker SC wurde in der Stadt Fußball gespielt. Im Jahre 1920 wurde die DJK Delbrück gegründet. Dieser der katholischen Deutschen Jugendkraft nahestehende Verein trug lediglich Freundschaftsspiele gegen Mannschaften aus der Region aus. Frauen und Mädchen hatten bei diesen Partien keinen Zutritt. Fünf Jahre später wurde die Fußballabteilung als Ballspielverein Delbrück eigenständig. Der neue Verein trat dem Westdeutschen Spiel-Verband bei und nahm an Meisterschaftsspielen teil. 1933 wurde der BV Delbrück Pokalsieger des Gaues Hellweg. Im Jahre 1949 kam das Ende des Vereins. Nachdem es bei einem Spiel auf dem heimischen Laumeskamp zu einer Schlägerei mit Angriffen auf den Schiedsrichter gekommen war, wurde der Verein zunächst für zwei Jahre vom Spielbetrieb ausgeschlossen. Die Strafe wurde auf ein Jahr verkürzt. Als Nachfolger des BV Delbrück wurde im Jahre 1950 der Delbrücker SC gegründet, der in der 2. Kreisklasse beginnen musste.

### Frühe Jahre (1950 bis 1980)
Nach zwei Aufstiegen innerhalb von drei Jahren war der Delbrücker SC im Jahre 1953 in der Bezirksklasse angekommen. Sechs Jahre später übernahm Herbert Neugart das Traineramt und führte seine Mannschaft zur Meisterschaft. Die Entscheidung fiel am letzten Spieltag, als die Delbrücker vor 3000 Zuschauern mit 5:1 beim SV Paderborn gewannen und in die seinerzeit viertklassige Landesliga aufstiegen. 1962 musste der Delbrücker SC als Vorletzter wieder absteigen. Bei der Spvg Steinhagen unterlagen die Delbrücker mit 4:9. Nach zwei Vizemeisterschaften hinter dem SC Grün-Weiß Paderborn bzw. dem BV Bad Lippspringe gelang erst 1965 der Wiederaufstieg.
Es folgten zwei Jahre im Mittelfeld der Staffel 1, ehe die Mannschaft in die Staffel 5 wechseln musste. Als Vorletzter ging es für die Delbrücker wieder zurück in die Bezirksliga. Im Jahre 1970 kam der Wiederaufstieg in greifbare Nähe, jedoch verlor der DSC das entscheidende Spiel gegen den späteren Meister TuS Sennelager mit 0:1. Für die Delbrücker blieb die Vizemeisterschaft. Vier Jahre später gelang der dritte Landesligaaufstieg. Unter Trainer Georg Stürz hielt sich der Delbrücker SC zwei Jahre erfolgreich in der Staffel 1, ehe die Delbrücker nach einem erneuten Wechsel in die Staffel 5 im Jahre 1977 als Tabellenletzter absteigen mussten.

### Sportlicher Aufschwung (1980 bis 2005)

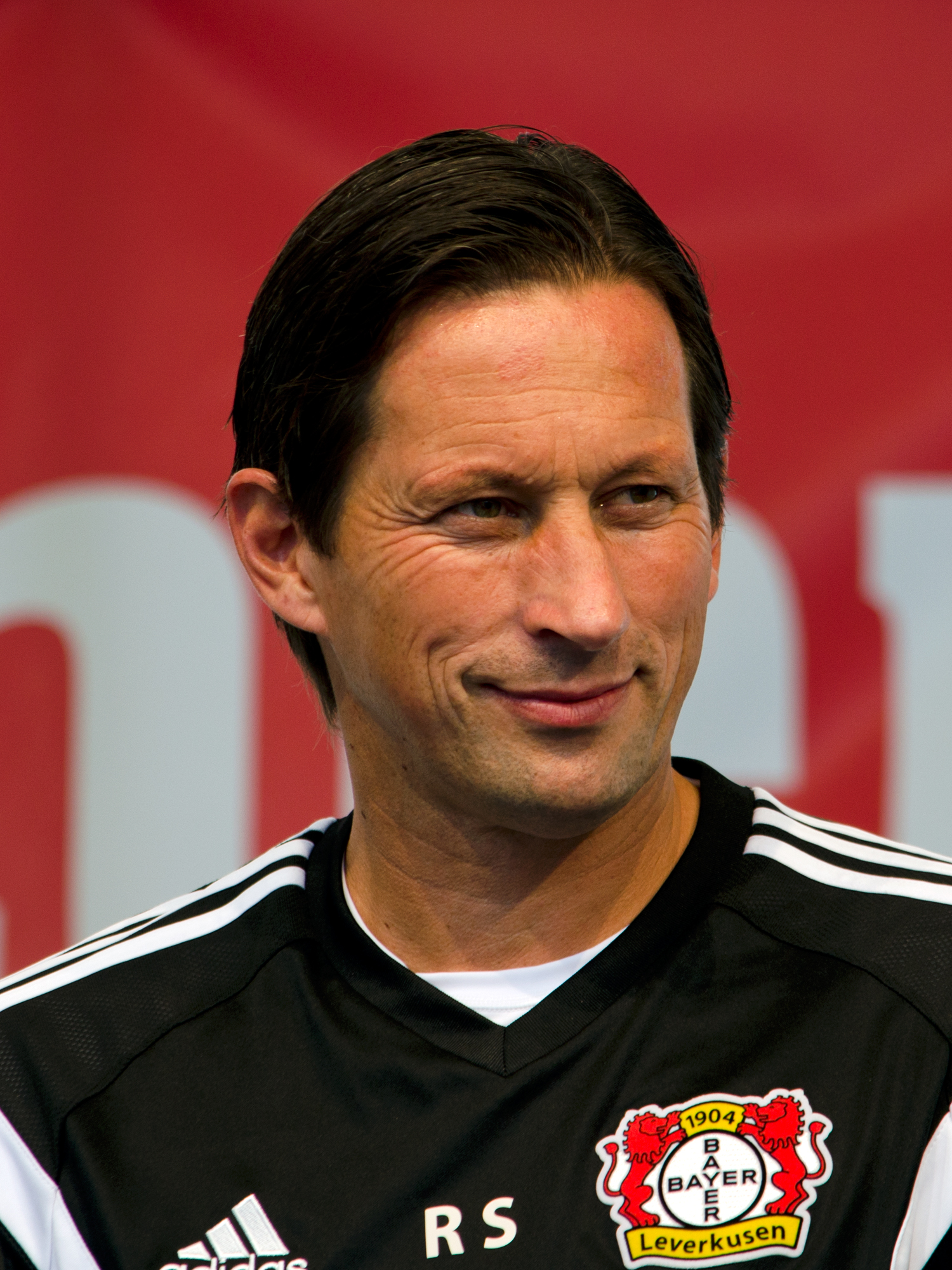
Roger Schmidt, Trainer von 2004 bis 2007

Nach einer Vizemeisterschaft im Jahre 1983 hinter der zweiten Mannschaft des TuS Schloß Neuhaus gelang dem Delbrücker SC ein Jahr später unter Spielertrainer Michael Krüger zum vierten Mal der Aufstieg in die Landesliga. Höhepunkt der Saison war ein Freundschaftsspiel gegen den FC Schalke 04, dass mit 2:14 verloren wurde. Vier Jahre lang hielt sich der DSC dieses Mal in der Landesliga, ehe die Mannschaft 1988 mit einem Punkt Rückstand auf den TuS Ahlen wieder absteigen musste. Nach einer Vizemeisterschaft 1990 gelang zwei Jahre später der fünfte Aufstieg in die Landesliga. Dieses Mal konnten sich die Delbrücker in der Landesliga etablieren und spielten neun Jahre in dieser Spielklasse.
In den ausklingenden 1990er Jahren wurden die Delbrücker zu einer Spitzenmannschaft und im Jahre 2001 gelang der Mannschaft der Aufstieg in die Verbandsliga. Drei Jahre lang spielten die Delbrücker im Mittelfeld der Verbandsliga, ehe der DSC in der Saison 2004/05 unter dem neuen Trainer Roger Schmidt um den Aufstieg mitspielte. Am letzten Spieltag schlugen die Delbrücker die zweite Mannschaft des SC Paderborn 07 mit 3:2, während der Konkurrent SuS Stadtlohn gleichzeitig bei Rot-Weiß Erlinghausen nicht über ein torloses Unentschieden hinaus kam. Damit stieg der DSC in die Oberliga Westfalen auf.

### Oberliga und DFB-Pokal (2005 bis 2009)
In der Aufstiegssaison belegte der DSC Rang zwölf und setzte sich am 13. April 2006 im Halbfinale des Westfalenpokals mit 1:0 gegen den VfB Fichte Bielefeld durch, verlor dann aber das Endspiel gegen Westfalia Herne mit 4:6. Mit dem Finaleinzug qualifizierten sich die Delbrücker für den DFB-Pokal, wo die Mannschaft am 9. September in der ersten Runde nach zwischenzeitlicher 2:1-Führung mit 2:4 gegen den SC Freiburg verlor. Guerino Capretti und Ansgar Kuhn erzielten vor 2355 Zuschauern die Delbrücker Treffer.
Derweil errang die Mannschaft sowohl in der Saison 2006/07 als auch Saison 2007/08 jeweils den neunten Platz. Nach der Auflösung der Oberliga Westfalen qualifizierten sich die Delbrücker im Jahre 2008 unter Trainer Jörg Bode für die neu geschaffene NRW-Liga. Ebenfalls 2008 erreichten die Delbrücker das Halbfinale im Westfalenpokals, wo die Mannschaft mit 5:6 nach Elfmeterschießen gegen den VfB Fichte Bielefeld scheiterte. Die NRW-Liga erwies sich jedoch als eine Nummer zu groß für den Verein, der als Tabellenletzter der Saison 2008/09 in die Westfalenliga absteigen musste. Bei Germania Dattenfeld verlor der DSC mit 1:8.

### Gegenwart (seit 2009)
Die Westfalenligasaison 2009/10 war vom Abstiegskampf geprägt. Mit zwei Punkten Vorsprung auf den ersten Absteiger Borussia Emsdetten konnte der DSC einen weiteren Abstieg verhindern. In den folgenden Jahren konnten sich die Delbrücker im Mittelfeld der Westfalenliga etablieren. 2012 verpasste die Mannschaft unter Trainer Alfons Beckstedde als Siebter die Qualifikation für die wieder eingeführte Oberliga Westfalen. Platz fünf hätte gereicht, die Tabellensechsten ermittelten einen weiteren Aufsteiger.
Im Jahre 2016 wurden die Delbrücker unter Trainer Guerino Capretti Vizemeister hinter dem SC Hassel. Das Entscheidungsspiel um den dritten Aufsteiger gegen den 1. FC Kaan-Marienborn im neutralen Sprockhövel verloren die Delbrücker mit 1:4 und blieben Westfalenligist. Ebenfalls 2016 zogen die Delbrücker erneut ins Halbfinale des Westfalenpokals ein und unterlagen der SG Wattenscheid 09 erst im Elfmeterschießen. In der Saison 2021/22 wurde der Delbrücker SC unter Trainer Detlev Dammeier Meister der Staffel 1 der Westfalenliga und kehrte damit nach 13 Jahren zurück in die höchste westfälische Amateurspielklasse im Herrenfußball.
Als Tabellenletzter der Saison 2022/23 stieg die Mannschaft prompt wieder ab und musste 2025 den Gang in die Landesliga antreten.

## Umfeld

### Stadion
Der Delbrücker SC trägt seine Heimspiele im Stadion am Laumeskamp aus, dass 3000 Zuschauern Platz bietet. Das Stadion liegt an der Boker Straße südlich der Bundesstraße 64. Das Gelände wird seit 1929 genutzt, zuvor spielte der DSC-Vorgänger BV Delbrück auf verschiedenen Wiesen. Am 8. Mai 2002 wurde die Haupttribüne mit 400 überdachten Sitzplätzen eröffnet. Die Tribüne kostete rund 100.000 Euro und wurde zu 95 Prozent durch Sponsoren und Spenden finanziert. Für das DFB-Pokalspiel gegen den SC Freiburg wurden zwei zusätzliche Holztribünen für insgesamt 1400 Sitzplätzen aufgestellt. Gespielt wird auf Naturrasen, der von einer Aschelaufbahn umgeben ist. Südlich des Spielfeldes verläuft die Aschenbahn hinter der Tribüne. Östlich des Stadions gibt es noch einen Kunstrasenplatz. Zwischenzeitlich hieß das Stadion AM-Stadion.

### Weitere Mannschaften
Die zweite Herrenmannschaft spielte von 2006 bis 2009 in der Bezirksliga. Nach mehreren Jahren in der Paderborner Kreisliga A gelang im Jahre 2019 der Wiederaufstieg. Größter Erfolg war die Vizemeisterschaft in der Bezirksliga-Saison 2007/08. Seit 2005 besteht eine Frauenmannschaft, die im Jahre 2013 den Aufstieg in die Bezirksliga und im Jahre 2022 den Aufstieg in die Landesliga schaffte. Größter Erfolg dort war die Vizemeisterschaft in der Saison 2024/25.
Rund 500 der 970 Vereinsmitglieder sind im Jugendbereich aktiv. Im Nachwuchsbereich treten in der Saison 2024/25 die A-, B- und C-Junioren in der Landesliga, die D-Junioren in der Bezirksliga an. Die B-Juniorinnen spielen in der Westfalenliga. Die C-Juniorinnen wurden 2019 Westfalenmeister in der Halle.

## Statistik

### Erfolge
| - Meister der Verbandsliga Westfalen 1: 2005, 2022 - Meister der Landesliga Westfalen 5: 2001 - Westfalenmeister der B-Juniorinnen: 2023 - Westfalenmeister der B-Juniorinnen in der Halle: 2018 - Westfalenmeister der C-Juniorinnen in der Halle: 2019 | - Teilnahme am DFB-Pokal: 2006/07 - Westfalenpokalfinalist: 2006 - Kreispokalsieger Paderborn: 2008, 2009, 2010, 2011, 2012, 2015, 2016, 2019, 2020, 2024 |

### Platzierungen
Grün unterlegte Platzierungen kennzeichnen einen Aufstieg während rot unterlegte Platzierungen auf Abstiege hinweisen. Gelb unterlegte Platzierungen zeigen Teilnahmen an Aufstiegsrunden an, die jedoch nicht zum Aufstieg führten.
| Spielzeit | Liga            | Level | Platz |
| --------- | --------------- | ----- | ----- |
| 1963/64   | Bezirksklasse 4 | V     | 02.   |
| 1964/65   | Bezirksklasse 4 | V     | 01.   |
| 1965/66   | Landesliga 1    | IV    | 07.   |
| 1966/67   | Landesliga 1    | IV    | 11.   |
| 1967/68   | Landesliga 5    | IV    | 15.   |
| 1968/69   | Bezirksklasse 4 | V     | 03.   |
| 1969/70   | Bezirksklasse 4 | V     | 02.   |
| 1970/71   | Bezirksklasse 4 | V     | 05.   |
| 1971/72   | Bezirksklasse 4 | V     | 06.   |
| 1972/73   | Bezirksklasse 4 | V     | 05.   |
| 1973/74   | Bezirksklasse 4 | V     | 01.   |
| 1974/75   | Landesliga 1    | IV    | 13.   |
| 1975/76   | Landesliga 1    | IV    | 04.   |
| 1976/77   | Landesliga 5    | IV    | 16.   |
| 1977/78   | Bezirksklasse 4 | V     | 13.   |
| 1978/79   | Bezirksliga 4   | 0VI 1 | 13.   |
| 1979/80   | Bezirksliga 4   | VI    | 09.   |
| 1980/81   | Bezirksliga 4   | VI    | 06.   |
| 1981/82   | Bezirksliga 4   | VI    | 09.   |
| 1982/83   | Bezirksliga 4   | VI    | 02.   |
| 1983/84   | Bezirksliga 4   | VI    | 01.   |

| Spielzeit | Liga           | Level | Platz |
| --------- | -------------- | ----- | ----- |
| 1984/85   | Landesliga 5   | V     | 10.   |
| 1985/86   | Landesliga 5   | V     | 05.   |
| 1986/87   | Landesliga 5   | V     | 10.   |
| 1987/88   | Landesliga 5   | V     | 14.   |
| 1988/89   | Bezirksliga 4  | VI    | 05.   |
| 1989/90   | Bezirksliga 4  | VI    | 02.   |
| 1990/91   | Bezirksliga 4  | VI    | 08.   |
| 1991/92   | Bezirksliga 4  | VI    | 01.   |
| 1992/93   | Landesliga 5   | V     | 10.   |
| 1993/94   | Landesliga 5   | V     | 12.   |
| 1994/95   | Landesliga 5   | 0VI 2 | 10.   |
| 1995/96   | Landesliga 5   | VI    | 07.   |
| 1996/97   | Landesliga 5   | VI    | 09.   |
| 1997/98   | Landesliga 5   | VI    | 07.   |
| 1998/99   | Landesliga 5   | VI    | 04.   |
| 1999/2000 | Landesliga 5   | VI    | 05.   |
| 2000/01   | Landesliga 5   | VI    | 01.   |
| 2001/02   | Verbandsliga 1 | V     | 10.   |
| 2002/03   | Verbandsliga 1 | V     | 10.   |
| 2003/04   | Verbandsliga 1 | V     | 09.   |
| 2004/05   | Verbandsliga 1 | V     | 01.   |

| Spielzeit | Liga            | Level | Platz |
| --------- | --------------- | ----- | ----- |
| 2005/06   | Oberliga        | IV    | 12.   |
| 2006/07   | Oberliga        | IV    | 09.   |
| 2007/08   | Oberliga        | IV    | 09.   |
| 2008/09   | NRW-Liga        | 0V 3  | 19.   |
| 2009/10   | Westfalenliga 1 | VI    | 14.   |
| 2010/11   | Westfalenliga 1 | VI    | 10.   |
| 2011/12   | Westfalenliga 1 | VI    | 07.   |
| 2012/13   | Westfalenliga 1 | VI    | 11.   |
| 2013/14   | Westfalenliga 1 | VI    | 06.   |
| 2014/15   | Westfalenliga 1 | VI    | 06.   |
| 2015/16   | Westfalenliga 1 | VI    | 02. 4 |
| 2016/17   | Westfalenliga 1 | VI    | 03.   |
| 2017/18   | Westfalenliga 1 | VI    | 08.   |
| 2018/19   | Westfalenliga 1 | VI    | 07.   |
| 2019/20   | Westfalenliga 1 | VI    | 06.   |
| 2020/21   | Westfalenliga 1 | VI    | 0– 5  |
| 2021/22   | Westfalenliga 1 | VI    | 01.   |
| 2022/23   | Oberliga        | V     | 18.   |
| 2023/24   | Westfalenliga 1 | VI    | 04.   |
| 2024/25   | Westfalenliga 1 | VI    | 15.   |

## Persönlichkeiten

### Spieler
- Martin Amedick
- Guerino Capretti
- Dilara Soley Deli
- Manuel Eckel
- Dennis Eilhoff
- Florian Fulland
- Rudolf Giersch
- Malte Grashoff
- Ersin Gül
- Miriam Hils
- Wilhelm Kellermann
- Janis Kraus
- Ali Askar Lali
- Karl-Heinz Neukirch
- Karl-Heinz Nonnenbruch
- Willi Overdieck
- Georg Stürz
- Angelika Widowski

### Trainer
- Alfons Beckstedde
- Jörg Bode
- Steffen Enge
- Michael Krüger
- Stephan Maaß
- Wilfried Neuschäfer
- Roger Schmidt